# Росалія де Кастро
Росалія де Кастро (ісп. Rosalía de Castro; 23 лютого 1837, Сантьяго-де-Компостела — 15 липня 1885, Падрон, провінція Ла-Корунья) — іспанська письменниця.

Пишучи галісійською та іспанською мовами після періоду, відомого як Séculos Escuros (дослівно Темні століття), вона стала важливою фігурою руху галісійського романтизму, відомого сьогодні як Rexurdimento («Галісійське відродження»). Разом із Мануелем Курросом Енрікесом та Едуардо Пондалом входить в тріаду великих поетів галісійського відродження. Вона ототожнювала себе зі своєю рідною Галісією та прославленням галісійської мови.

Її поезію відзначає Саудаде — майже невимовне поєднання ностальгії, туги та меланхолії.

Дружина Мануеля Мургії — іспанського історика, поета, письменника, журналіста, видатного представника Rexurdimento - відродження галісійської мови та галісійської літератури 2-ї половини ХІХ століття та видавця книг Росалії.

## Біографія
Росалія де Кастро народилася 24 лютого 1837 року від невідомого батька. Виховувалася тітками в селі, переїхала жити до матері в десятирічному віці. Вийшла заміж за відомого в Галісії письменника та історика Мануеля Мургію, народила сімох дітей.
17 травня 1863 року Росалія опублікувала галісійською мовою свою першу поетичну збірку «Галісійські пісні» (ісп. «Cantares gallegos»).

Ця дата, 17 травня, тепер відома як «День галісійської літератури» (ісп. «Día das Letras Galegas») і вшановує досягнення Росалії, присвячуючи з 1963 року цей особливий день комусь з письменників, який також пише галісійською мовою.

«Día das Letras Galegas» — офіційне свято в Автономній спільноті Галісія.
Збірки поетеси «Галісійські пісні» і «Нове листя» належать до вершин галісійської поезії XIX століття.
Але, відновивши літературну традицію галісійської мови та посівши високе місце в історії літератури, поетеса не обрала пріоритетом творчості створення єдиної норми, тому сучасні дослідники вважають, що «як в прозі, так і в поезії важко розглядати Росалію як класика галісійської мови». Твори Кастро наповнені великою кількістю кастілізмів.
Відносна бідність і смуток позначили життя Росалії, незважаючи на це, вона мала сильне почуття прихильності до бідних і беззахисних.
Вона була категоричним противником зловживань владою і палкою захисницею прав жінок.

Росалія страждала від раку матки та померла в Падроні, Ла-Корунья, Іспанія, 15 липня 1885 року
У 1891 році прах поетеси перенесений в Пантеон прославлених галісійців (собор Санто-Домінго-де-Бонавал в Сантьяго-де-Компостела).

## Твори

### Поезія
- «Галісійські пісні» (Cantares gallegos, 1863 галісійською мовою)
- «Нове листя» (Follas novas, 1880, галісійською мовою)
- «На берегах Сара» (En las orillas del Sar, 1884, іспанською мовою)

### Проза
- La hija del mar (1859, іспанською мовою)
- Contos da miña terra (1864, галісійською мовою)
- El caballero de las botas azules (1867, іспанською мовою)
- El primer loco (1881, іспанською мовою)

## Визнання

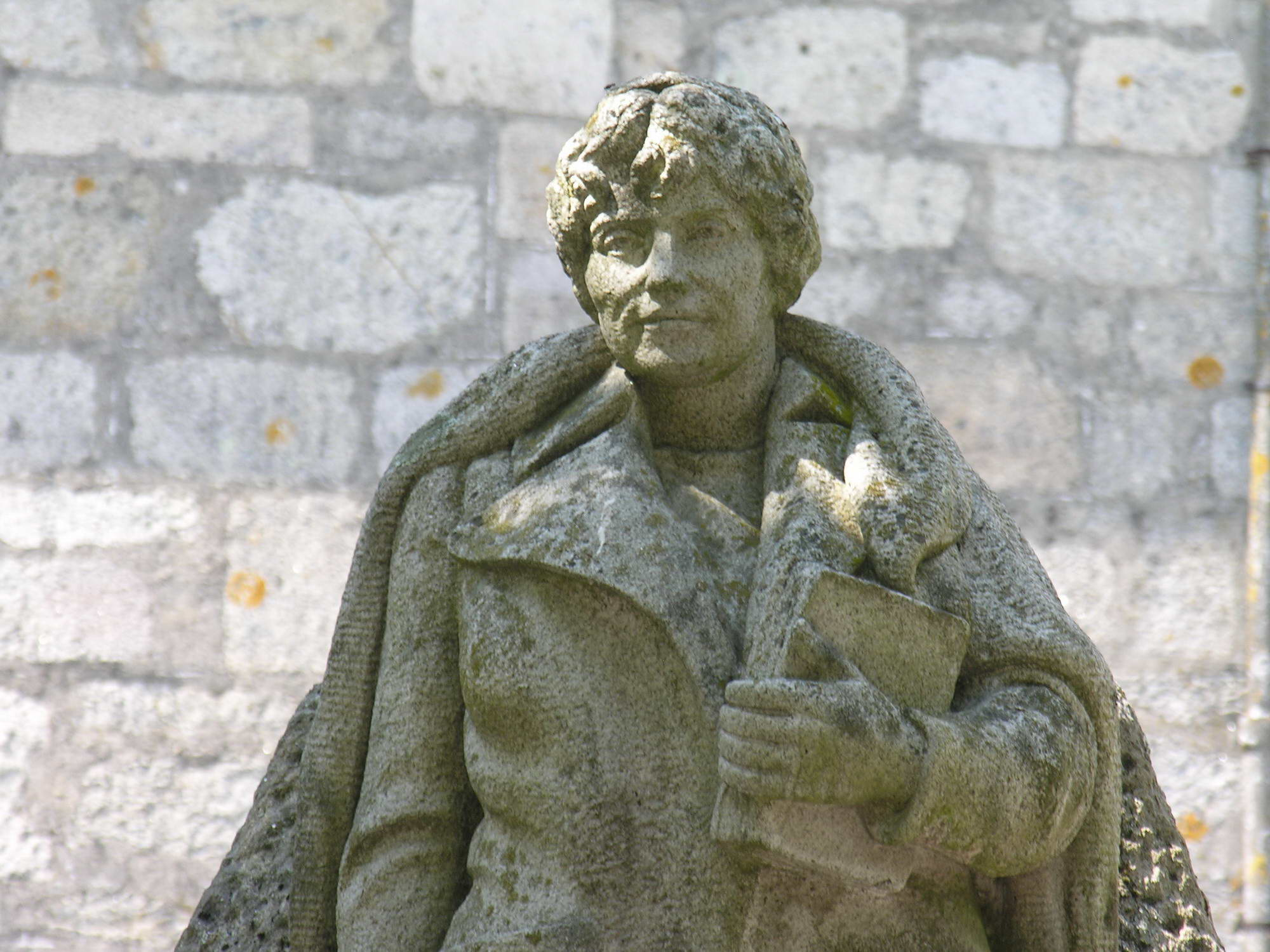
Statue of Rosalía de Castro at Padrón.

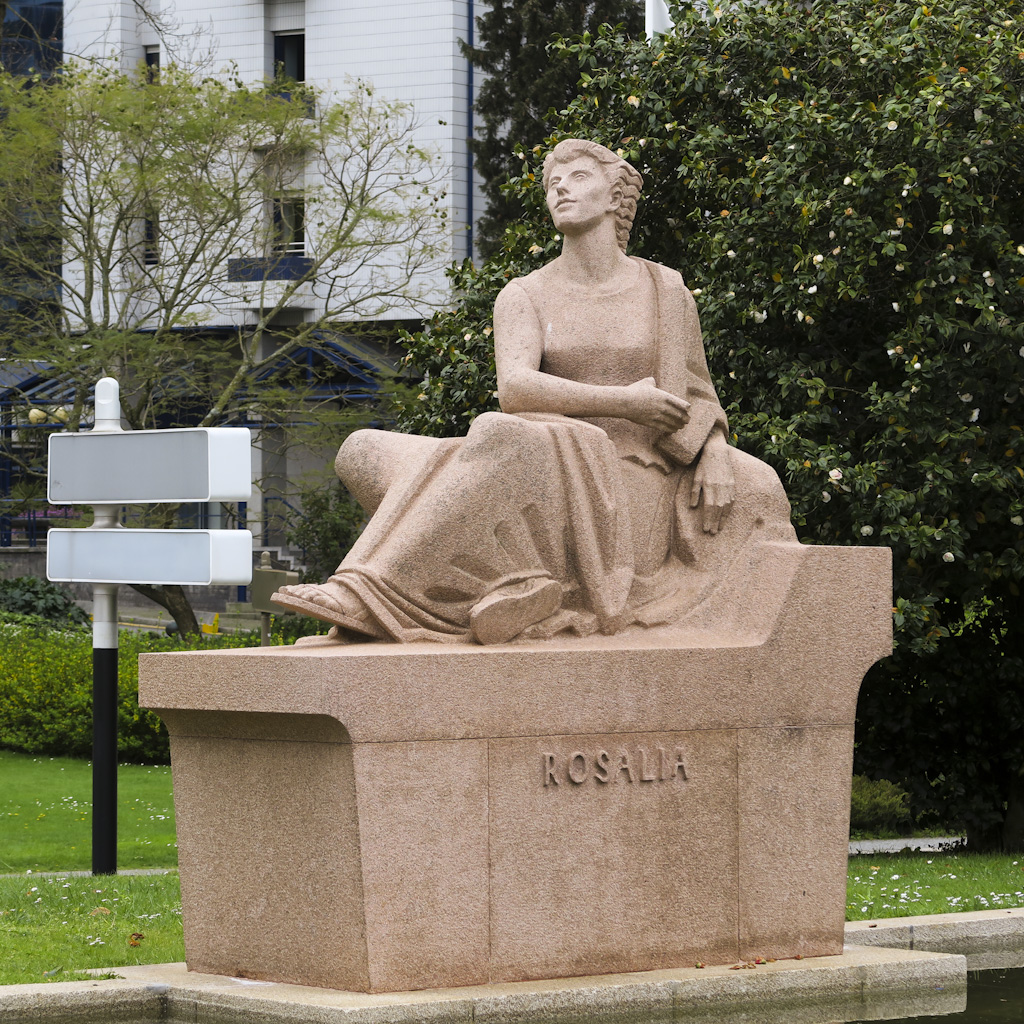
Monument to Rosalía de Castro at Porto, Portugal.

Розалія де Кастро є одним із беззаперечних поетів-лауреатів Галісії та центральною фігурою відродження  галісійської мови і літератури 2-ї половини XIX століття. Вірші поетеси високо цінували  Антоніо Мачадо,  Хуан Рамон Хіменес,  Федеріко Гарсіа Лорка.
17 травня 1963 року Королівська галісійська академія вперше відзначала День галісійської літератури, приурочений до сторіччя першого видання збірки Кастро «Галісійські пісні» (1863).

## Сім'я
- Мануель Мургія (ісп. Manuel Antonio Martínez Murguía) — чоловік (1833—1923)
- Алехандра Мургія (ісп. Alejandra Murguía) — дочка (1859—1937)
- Аура (ісп. Aura) — дочка (1868—1942)
- Гала (ісп. Gala) — дочка (1871—1964)
- Овидио Мургія (ісп. Ovidio Murguía) — син, художник (1871—1900)
- Амара (ісп. Amara) — дочка (1873—1921)
- Адріано (ісп. Adriano) — син (1875—1876)
- Валентина (ісп. Valentina) — дочка (1877—1877)

## Пам'ять
- На честь письменниці названі парки, вулиці в Іспанії, в Росії, Венесуелі та Уругваї.
- 23 жовтня 1979 року було випущено банкноту номіналом 500 песет, на лицьовій стороні якої був надрукований портрет Росалії де Кастро, а на зворотному боці -будинок- музей письменниці, розташований в Падрон, і рукописні рядки з поеми «Нове листя».
- У 1994 році Міжнародний астрономічний союз присвоїв ім'я Росалія де Кастро кратеру на поверхні Венери.
- 17 грудня 2019 року зірка HD 149143 із сузір'я Змієносець і планета HD 149143 b, були названі іменами Rosalía de Castro і Río Sar відповідно